# اليوم الدولي لإنهاء الإفلات من العقاب على الجرائم المرتكبة ضد الصحافيين
اليوم الدولي لإنهاء الإفلات من العقاب على الجرائم المرتكبة ضد الصحافيين هو حدث للأمم المتحدة، يُقام في 2 نوفمبر من كل عام، أقرته الجمعية العامة للأمم المتحدة في 18 ديسمبر 2013، ويهدف إلى جذب الانتباه إلى مستوى الإفلات من العقاب على الجرائم المرتكبة ضد الصحفيين، والذي لا يزال مرتفعًا للغاية على مستوى العالم، إذ قُتل أكثر من 1700 صحفي في جميع أنحاء العالم بين عامي 2006 و2024، مع بقاء ما يقرب من 9 من كل 10 حالات من عمليات القتل هذه دون مسائلة قضائية لمرتكبيها.

## وصلات خارجية
- الموقع الرسمي.